# Syngamia micromphalis
Syngamia micromphalis là một loài bướm đêm trong họ Crambidae.